# Raymond Hood

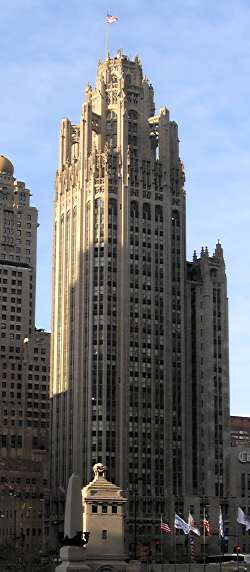
Tribune Tower w Chicago

Raymond M. Hood (ur. 29 marca 1881 w Pawtucket, zm. 14 lub 15 sierpnia 1934 w Stamford) – amerykański architekt Art déco i wczesnego modernizmu.
Hood studiował na Brown University, w 1903 ukończył Massachusetts Institute of Technology i w 1911 École des Beaux-Arts w Paryżu. Od 1914 prowadził biuro z Raynem Adamsem, w latach 1924-1931 z Frederickiem A. Godley'm i Jakiem André Fouilhoux, a potem tylko z ostatnim z wymienionych. Współpracował również z rzeźbiarzem Rene Paulem Chambellanem przy tworzeniu rzeźb dla swych budynków oraz przy pracy nad gipsowymi modelami. Zasłynął jako autor licznych wieżowców. Późne dzieła Hooda rezygnowały z wertykalizmu i stylizacji, przyjmując bardziej statyczny i abstrakcyjny charakter. Philip Johnson i Henry-Russell Hitchcock zaprezentowali jego twórczość na wystawie The International Style w 1932 jako rzadki przykład amerykańskiej architektury awangardowej.

## Główne dzieła
- Tribune Tower w Chicago, 1924
- American Radiator Company Building w Nowym Jorku, 1924
- New York Daily News Building w Nowym Jorku, 1929
- Rockefeller Center w Nowym Jorku, 1933-1937 (wraz z zespołem)
- McGraw-Hill Building w Nowym Jorku, 1934